# Molnija (Rakete)

Molnija-8K78M

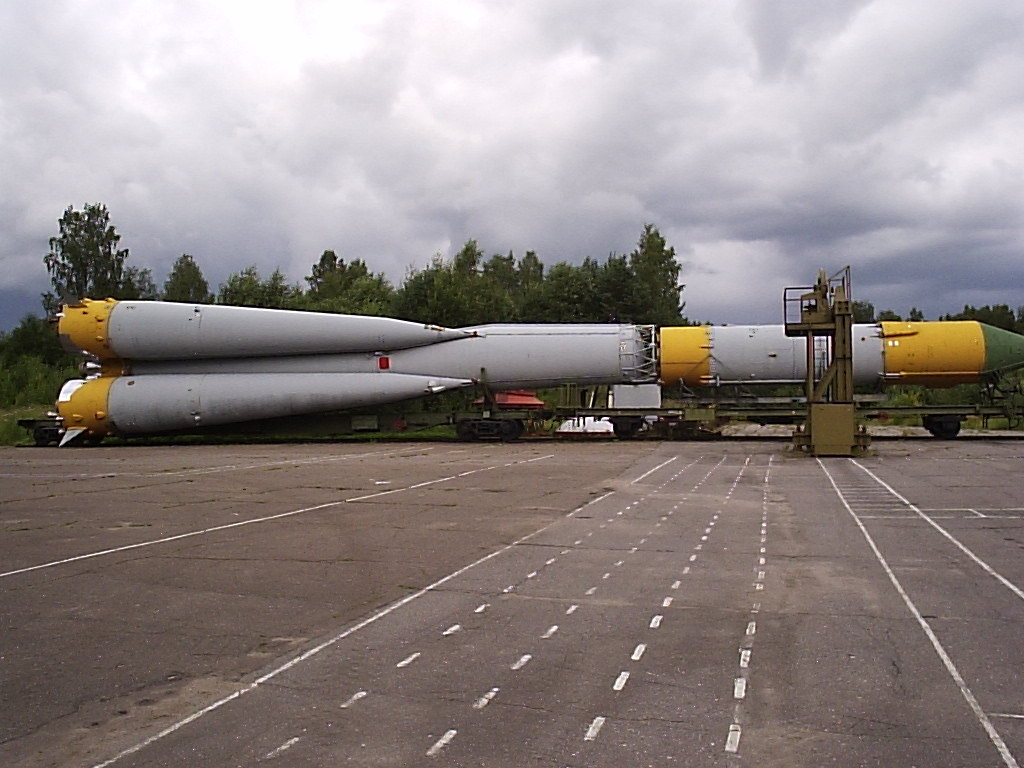
Eine Molnija-Trägerrakete auf dem Weg zur Startrampe

Die Molnija (russisch Молния für Blitz, englisch Molniya) war eine vierstufige, sowjetische beziehungsweise russische Rakete, die speziell zum Starten von hochfliegenden Satelliten und interplanetaren Raumsonden ausgelegt ist.

## Geschichte
Die Entwicklung der Rakete geht auf die R-7-Rakete zurück, die für interplanetare Missionen oder für hohe Erdumlaufbahnen auf vier Stufen erweitert wurde. Dazu unterschrieb Sergei Koroljow am 15. Januar 1960 einen entsprechenden Entwicklungsauftrag und im Mai 1960 lag der erste Entwurf vor. Der erste Start einer Molnija fand bereits am 10. Oktober 1960 in Baikonur statt, seitdem wurden mit ihr bis Ende der 1960er Jahre Mond-, Mars- und Venussonden gestartet. Sehr viele frühe Molnija-Starts endeten damit, dass die Nutzlast in einer zu niedrigen Erdumlaufbahn verblieb. Dies lag an der fehleranfälligen Technik der vierten Stufe der Rakete. Molnija ist heute nicht mehr im Einsatz und wurde von 1964 bis Ende 2010 häufig zum Start ihres Namensgebers (den Molnija-Kommunikationssatelliten) und militärischen Frühwarnsatelliten vom Typ Oko verwendet. Gebaut wurde sie vom ZSKB-Progress (Samara Space Center), die Triebwerke lieferte Motorostroitjel (Samara) und die Oberstufe stammte von Konstruktionsbüro Lawotschkin (Moskau-Chimki). Die Molnija galt später als eine der zuverlässigsten Raketen Russlands, am 21. Juni 2005 erlitt sie durch einen Fehler im Triebwerk der zweiten Stufe den ersten Fehlstart seit 1990. Kommerziell wurde sie nur einmalig 1995 eingesetzt, als sie den indischen Erdbeobachtungssatelliten IRS-1C und dem in einem amerikanisch russischen Kooperationsprojekt entwickelten Satelliten Skipper in eine Erdumlaufbahn brachte. Da die Technik der Molnija bereits veraltet und im Einsatz nicht flexibel genug ist, wurde sie schrittweise durch die modernere Sojus-Fregat abgelöst. Der letzte Start einer (schon 2005 gebauten) Molnija-M erfolgte am 30. September 2010, wobei sie den Satelliten Kosmos 2469 (ein Frühwarnsatellit des Typs Oko) in eine hochelliptische (siehe Molnija-Orbit) Umlaufbahn brachte. Insgesamt wurden 320 Raketen von Baikonur und Plessezk aus ins All gestartet. Es gab insgesamt 21 Fehlstarts, davon allein 7 bei den ersten 15 Starts.

## Technik
Die Trägerrakete Molnija (GRAU-Index 8K78) gehört zur Trägerraketenfamilie R-7 und wurde aus der Wostok-Rakete abgeleitet. Dazu blieben die beiden ersten Stufen unverändert. Für die dritte Stufe wurde der Blok E der Wostok durch eine von Kosberg entwickelte stärkere Raketenstufe (den Blok I) ersetzt, die später auch in den Versionen Woschod und Sojus Verwendung fand. Das RD-0108-Vierkammertriebwerk von Blok I stammte aus der Entwicklung der Interkontinentalrakete R-9. Es nutzte die Kombination von RP-1 als Treibstoff und flüssigen Sauerstoff (LOX) als Oxydator. Im Blok I wurden zylindrische Behälter für Treibstoff und Oxydator mit insgesamt dreifacher Kapazität gegenüber den ringförmigen Behältern beim Blok E verwendet. Die Länge der Stufe betrug nun mehr als Doppelte (8,1 m) gegenüber dem Blok E.
Als vierte Stufe der Molnija (Blok L) verwendete man eine Weiterentwicklung der Drittstufe der Wostok-Rakete, welche ebenfalls RP-1 mit flüssigem Sauerstoff nutzte. Sie wurde von einem durch den Triebwerksspezialisten Michael Melnikow entwickelten S1.5400-Hauptstromtriebwerk mit 66,7 kN Schub angetrieben. Die Stufe verfügte über 1160 kg Leermasse und konnte etwa 3700 kg Treibstoff mitführen. Blok L war nur einmalig zündbar und musste daher zu einem genau definierten Zeitpunkt gezündet werden, um die für den Satelliten nötige Umlaufbahn zu erreichen. Zusätzlich ergab dies die Notwendigkeit eines eigenen Orientierungs- und Stabilisierungssystems sowie einer Wärmedämmung für die Tanks, welche die Leermasse erhöhten. Die Zündung der Triebwerke in der Schwerelosigkeit bereitete zusätzlich Probleme. So wurde vor der Zündung der eigentlichen Triebwerke am erdfernsten Punkt der Übergangsbahn ein abwerfbares Feststoff-Hilfstriebwerk BOZ gestartet, welches durch seinen Schub dafür sorgte, das sich der Treibstoff in den Tanks am Boden sammelte und dadurch eine Triebwerkszündung wie unter den Bedingungen der Erdgravitation ermöglicht wurde. Insgesamt war Blok L technologisch kompliziert, zeigte sich fehleranfällig und unflexibel, was insbesondere bei den frühen Starts zu einem häufigen Aussetzen der Nutzlast in einer unbrauchbaren Umlaufbahn führte.
Ab 1964 wurde die Version Molnija-M (GRAU-Index 8K78M) eingeführt, die über geringfügige Modifizierungen an den ersten beiden Stufen und einen Blok L mit dem verbesserten S1.5400A-Triebwerk verfügte. Später entstanden drei Varianten des Bloks L (Blok 2BL, Blok-ML und Blok SO-L), die sich nur in dem an die jeweilige Nutzlast angepassten Flugprofil unterschieden.

## Technische Daten
| Startmasse                       | 305,5 t                                 |
| Höhe (maximal)                   | 43,4 m                                  |
| Durchmesser (maximal)            | 10,3 m                                  |
| Startplatz                       | Baikonur                                |
| Nutzlast (MEO 400–40000 km, 65°) | 1,9 t                                   |
| Erstflug                         | 4. Oktober 1965                         |
| 1. Stufe (Blok B, W, G, D)       |                                         |
| Triebwerk                        | 4 × RD-107                              |
| Länge                            | 19,2 m                                  |
| Durchmesser                      | 2,68 m                                  |
| Masse                            | 43,3 t / 3,77 t (leer)                  |
| Schub (max)                      | 813 kN (Boden) + 38 kN Steuerdüsen      |
| Brennzeit                        | 118 s                                   |
| Treibstoff                       | LOX/RP-1                                |
| 2. Stufe (Blok A / 8K78M-1)      |                                         |
| Triebwerk                        | RD-110 (RD-108 bei 8K78)                |
| Länge                            | 27,8 m                                  |
| Durchmesser                      | 2,95 m                                  |
| Masse                            | 100,6 t / 6,8 t (leer)                  |
| Schub (max)                      | 778 kN (Boden), 977 (Vakuum)            |
| Brennzeit                        | 285 s                                   |
| Treibstoff                       | LOX/RP-1                                |
| 3. Stufe (Blok I / 8K78M-2)      |                                         |
| Triebwerk                        | RD-0110                                 |
| Länge                            | 7,2 m                                   |
| Durchmesser                      | 2,7 m                                   |
| Masse (t)                        | 24,8 t / 1,98 t (leer)                  |
| Schub                            | 298 kN (Vakuum)                         |
| Brennzeit                        | 230 s                                   |
| Treibstoff                       | LOX/RP-1                                |
| 4. Stufe (Blok L / 8K78M-3)      |                                         |
| Triebwerk                        | S1.5400A                                |
| Länge                            | 2,64 m (5,15 m mit Nutzlastverkleidung) |
| Durchmesser                      | 2,7 m                                   |
| Masse                            | 6,66 t / 1,16 t (leer)                  |
| Schub                            | 66,7 kN (Vakuum)                        |
| Brennzeit                        | 340 s                                   |
| Treibstoff                       | LOX/RP-1                                |
| Nutzlastverkleidung              |                                         |
| Länge                            | 7,8 m                                   |
| Durchmesser                      | 2,7 m                                   |
| Nutzlastraum                     | 3,67 × 2,65 m                           |